# Il coniglio che venne per cena
Il coniglio che venne per cena (The Wabbit Who Came to Supper) è un film del 1942 diretto da Friz Freleng. È un cortometraggio d'animazione della serie Merrie Melodies, uscito negli Stati Uniti il 28 marzo 1942. Questo cortometraggio è uno dei tanti corti animati della Warner Bros. anteriori all'agosto del 1948 che caddero nel pubblico dominio perché la United Artists non rinnovò in tempo i diritti d'autore. È stato distribuito in DVD col titolo Il coniglio che venne a cena.

## Trama
Il cacciatore Taddeo è in procinto di catturare il coniglio Bugs Bunny, quando riceve una lettera da suo zio Luigi, in cui viene spiegato che il suo patrimonio sarebbe andato in eredità a lui soltanto se non avesse fatto male a nessun animale, specialmente conigli. Bugs approfitta della situazione a proprio favore, ottenendo le attenzioni da parte del cacciatore, che lo accoglie nella sua casa. Tuttavia, dopo aver scoperto che in eredità non avrà neanche un centesimo per il susseguirsi di numerose tasse da pagare, Taddeo si innervosisce e cerca di catturare una volta per tutte il coniglio. A quel punto un postino consegna a Taddeo un gigantesco uovo di Pasqua da cui esce un'orda di Bugs in miniatura che scatenano il caos.

## Distribuzione

### Edizione italiana
Il corto fu distribuito nei cinema italiani il 19 maggio 1949 coi titoli La lepre resta a cena e Rosicchio resta a cena; il doppiaggio fu eseguito direttamente negli Stati Uniti. Fu ridoppiato per la trasmissione televisiva nel 1996 dalla Angriservices Edizioni sotto la direzione di Renzo Stacchi; in questa edizione la battuta finale dei coniglietti "What's up, doc?" (ovvero la tipica battuta di Bugs "Che succede, amico?") fu sostituita con "Auguri, zucca pelata". Non essendo stata registrata una colonna internazionale, in entrambi i casi fu sostituita la musica presente durante i dialoghi.

### Edizioni home video

#### VHS
America del Nord
- Elmer! (1988)
- Bugs Bunny's Festival of Fun (1990)

#### Laserdisc
- Bugs! & Elmer! (1989)
- The Golden Age of Looney Tunes Vol. 4 (14 luglio 1993)

#### DVD
Il corto fu pubblicato in DVD-Video in America del Nord nel primo disco della raccolta Looney Tunes Golden Collection: Volume 3 (intitolato Bugs Bunny Classics) distribuita il 25 ottobre 2005, dove è visibile anche con un commento audio di Jerry Beck e Martha Sigall. In Italia fu invece inserito nel DVD Bugs Bunny: Volume 3 della collana Looney Tunes Collection, uscito il 18 maggio 2006. Fu infine inserito come extra nel DVD del film I tre furfanti del cofanetto Warner Bros. Pictures Gangsters Collection Volume 4, uscito in America del Nord il 20 ottobre 2008.